# Il primo giorno della mia vita
Pour plus de détails, voir Fiche technique et Distribution.
Il primo giorno della mia vita est un film dramatique italien réalisé par Paolo Genovese et sorti en 2023.
Le film est l'adaptation cinématographique du roman  homonyme écrit par Genovese, publié chez Einaudi en 2018.

## Synopsis
Par une nuit pluvieuse, un conférencier, un officier de police, une ancienne gymnaste qui a perdu l'usage de ses jambes à la suite d'un accident et un garçon en surpoids se retrouvent tous invités d'un mystérieux individu qui les a fait venir juste avant qu'ils prennent la dernière décision de leur vie.

## Fiche technique
- Titre italien : Il primo giorno della mia vita[1]
- Réalisateur : Paolo Genovese
- Scénario : Paolo Genovese, Paolo Costella, Rolando Ravello (it), Isabella Aguilar (it)
- Photographie : Fabrizio Lucci (it)
- Montage : Consuelo Catucci (it)
- Musique : Maurizio Filardo (it)
- Décors : Chiara Balducci
- Effets spéciaux : Stefano Marinoni
- Costumes : Gemma Mascagni
- Maquillage : Francesca Antonetti
- Production : Marco Belardi (it), Raffaella Leone, Andrea Leone
- Société de production : Lotus Production
- Pays de production :  Italie
- Langue originale : italien
- Format : Couleurs
- Durée : 121 minutes
- Genre : Drame
- Dates de sortie :
  - Italie : 26 janvier 2023

## Distribution
- Toni Servillo : Homme
- Valerio Mastandrea : Napoléon
- Margherita Buy : Arianna
- Sara Serraiocco : Emilia
- Gabriele Cristini : Daniele
- Vittoria Puccini : femme
- Lino Guanciale : Tommaso
- Elena Lietti : Greta
- Lidia Vitale : la mère de Daniele
- Thomas Trabacchi : Zeno
- Antonio Gerardi : le père de Daniele
- Giorgio Tirabassi : Max
- Davide Combusti : Nicolas
- Alessandro Tiberi : infirmier
- Fabiola Morabito : infirmière